# 追分

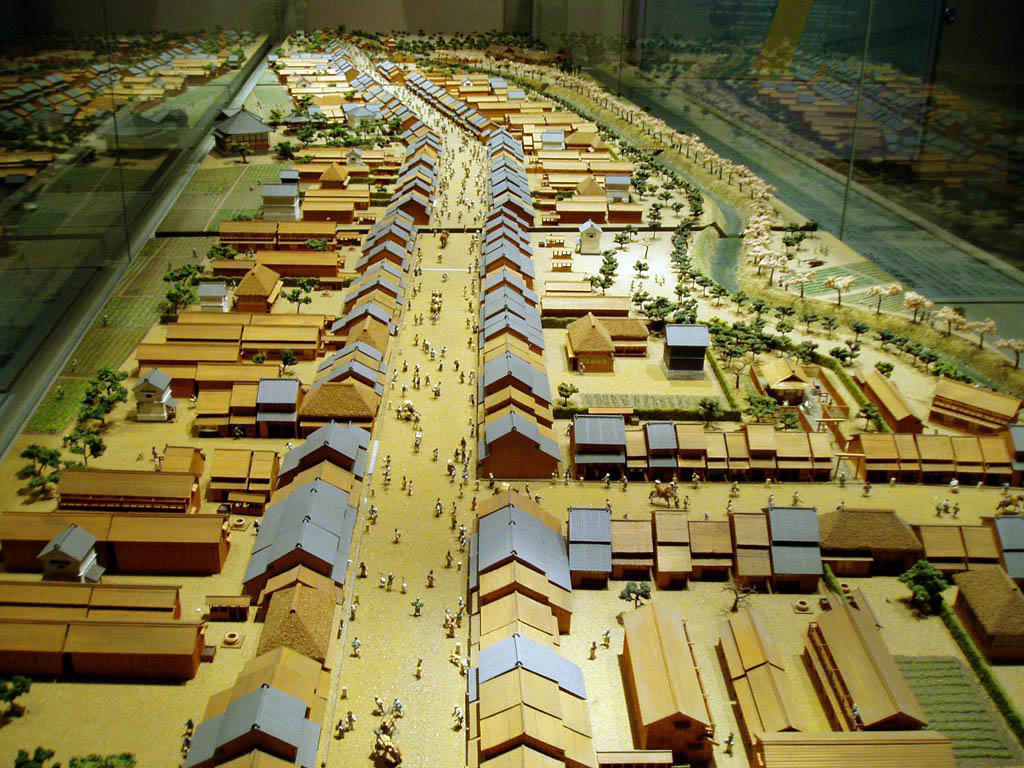
江戸期内藤新宿（現在の東京・新宿）の復元模型（新宿歴史博物館蔵）。
手前の道の分岐が「新宿追分」（現在の新宿三丁目交差点）。画面奥が日本橋方面で、丁字路で分岐して右に曲がるのが甲州街道、画面下に向けて直進するのが青梅街道。

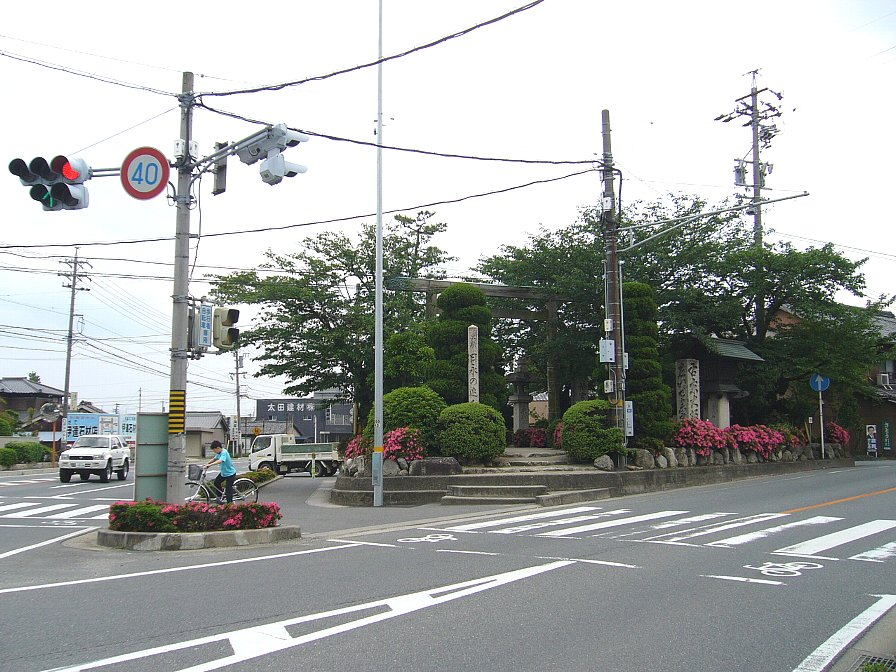
日永追分（三重県四日市市）。手前を右折するのが東海道、左折するのが伊勢街道。

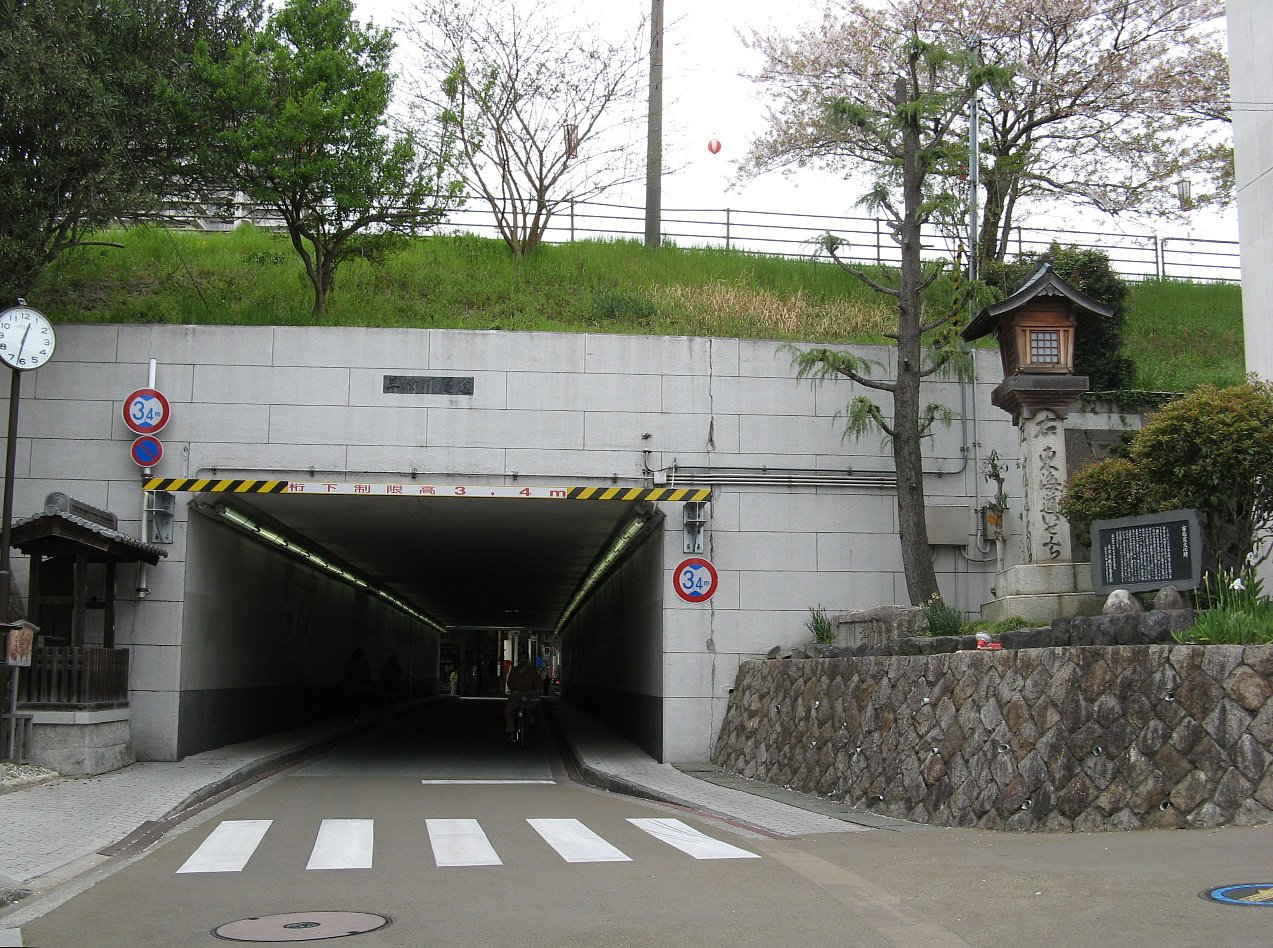
草津追分。右折するのが東海道、直進し旧草津川をくぐっているのが現代の中山道。

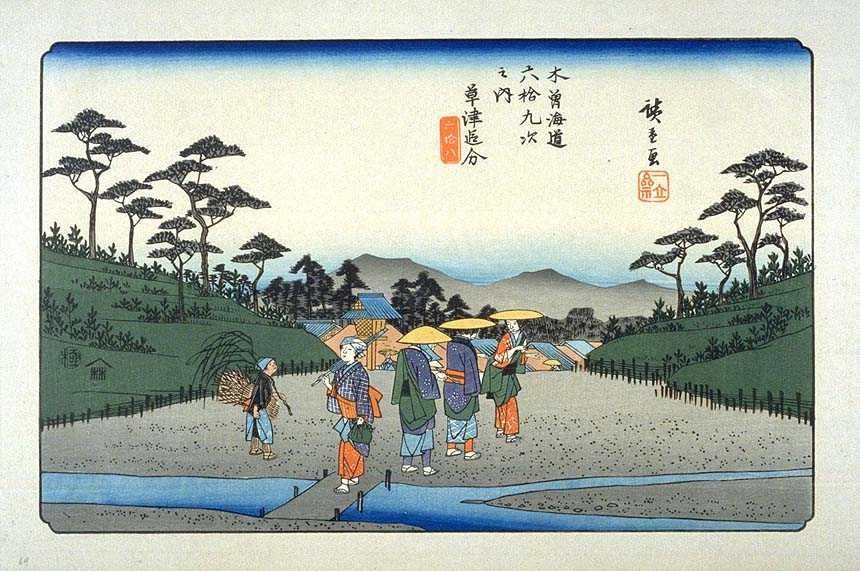
木曾街道六拾九次之内 草津追分（歌川広重画）

追分（おいわけ）とは、道が2つに分かれる場所（分岐点）を指す言葉。

## 概要
街道の分岐点を意味する言葉であり、甲州街道と青梅街道の分岐である新宿追分や、中山道と北国街道の分岐である信濃追分など、各地に地名として残っている。
類義語・対義語としては、追分と同様に分岐点を意味する「ワカレ」（「分かれ（分れ）」「別れ」「岐れ」などと表記される）、道が合流する点という意味の「落合」「出合」があり、こちらも各地の地名としてその名を残す。

## 日本の「追分」

### 北海道地方
- 追分町 : 現在の安平町追分地区。町内に追分駅がある。ここは室蘭本線と石勝線の分岐点であることから名付けられている。
- 手稲追分 : 札幌市手稲区西宮の沢と西区宮の沢の一部。開拓使が馬の放牧地を設けてここに馬を「追い分けた」ことから名付けられた[1]。現在でも札幌圏都市計画道路「追分通」やバス停留所「手稲追分」、「追分川」などに名を遺す。

### 東北地方
- 金足追分 : 羽州街道と男鹿街道（船川街道）の分岐。秋田県秋田市金足追分として現在も地名に残る他、追分駅は奥羽本線と男鹿線の分岐点である。
- 桑折追分 : 奥州街道と羽州街道の分岐。福島県伊達郡桑折町谷地字追分として現在でも地名に残っており、2006年（平成18年）に道標などの復元整備が行われた。

### 関東地方
- 幸手追分 : 日光街道・奥州街道と日光御成街道が合流する幸手宿に設けられた分岐。現在の埼玉県幸手市、たいらや幸手店前の交差点。
- 千住追分: 日光街道から水戸街道の分岐。水戸街道の「新宿」の東端。現在の東京都足立区千住。
- 新宿（しんじゅく）追分: 甲州街道から青梅街道（成木街道）の分岐。内藤新宿の西端。現在の東京都新宿区新宿三丁目交差点。
- 新宿（にいじゅく）追分: 水戸街道から佐倉街道（成田街道）の分岐。水戸街道の「新宿」の東端。現在の東京都葛飾区中川大橋東交差点付近。
- 本郷追分 : 中山道と日光御成街道の分岐。現在の東大農学部正門前（東京都文京区、交差点名なし）で、近くに本郷追分停留所がある。ここ付近は現在、中山道は国道17号（本郷通り・通称なし）、日光御成街道の単独区間は東京都道455号本郷赤羽線（本郷通り）となっている。
- 平尾追分 : 中山道と川越街道の分岐。現在の板橋郵便局前交差点。現在、ここ付近の中山道は板橋区道（旧中山道）、川越街道の単独区間は国道17号（中山道）となっている。

### 中部地方
- 追分（永平寺追分） : 勝山街道と永平寺道との分岐。現在の福井県福井市。
- 追分宿 : 中山道と北国街道（北国脇往還）の分岐（信濃追分）に設けられた宿場。現在の長野県北佐久郡軽井沢町追分。
- 安曇追分 : 千国街道の池田通りと松川通りの分岐。現在の長野県安曇野市。
- 御油宿の追分（本坂通（姫街道）との分岐点）
- 愛宕追分 : 佐屋街道と蟹江街道の分岐。現在の津島市愛宕町。
- 埋田追分（津島追分） : 佐屋街道と津島下街道の分岐。現在の津島市埋田町。
- 垂井追分 : 中山道と美濃路との分岐。現在の岐阜県不破郡垂井町。
- 楽田追分 : 犬山街道（稲置街道）と木曽街道の「上街道」との分岐。現在の愛知県犬山市。かつて名鉄小牧線の駅(追分駅 → 楽田原駅)があった。

### 近畿地方
- 日永追分 : 東海道と伊勢街道の分岐。現在の三重県四日市市。
- 草津追分 : 東海道と中山道が合流する草津宿に設けられた分岐。現在の滋賀県草津市。
- 髭茶屋追分 : 東海道と大津街道（伏見街道）の分岐。現在の滋賀県大津市。
- 神岡追分 : 因幡街道と出雲街道の分岐。兵庫県たつの市神岡町追分として名を残す。

### 中国・四国地方
- 美作追分 : 出雲街道と津山備中松山往来（備中往来）の分岐[2]。岡山県津山市と真庭市の境に位置し、JR姫新線美作追分駅や中国自動車道美作追分パーキングエリアで名を残す。
- 追分（笠岡追分） : 東城往来（雲州街道）と松山往来（作州街道）の分岐。岡山県笠岡市の笠岡と小平井にまたがる一集落地区名、岡山県道34号笠岡井原線と岡山県道48号笠岡美星線が分岐する交差点名、井笠バスカンパニーのバス停留所名として名を残す。
- 西霞追分 : 尾道街道（鴨方往来）と鞆街道（鞆津往来）の分岐[3]。現在の広島県福山市霞町[3]。

### 九州地方
- 山川追分 : 筑後街道と山辺道の分岐。現在の福岡県久留米市。

## 海外の「追分」
- 台中追分 : 海岸線と成追線の分岐。現在の台湾台中市大肚区。
- 南投追分 : 台14線の分岐。現在の台湾南投県仁愛郷翠峰。
- 台東追分 : 知本越嶺道の分岐。現在の台湾台東県卑南郷。
- 追分（太平山） : 現在の台湾宜蘭県大同郷。

なお、台湾では「追分数」（点を追加する=試験で良い点数を取る）や「追婚」（結婚したい）という言葉を連想させ、特に台中追分の隣駅が成功駅ということもあり、追分成功と書かれた切符を求める人が多い。

## 地名
- 追分 - 長野県軽井沢町の大字
- 神奈川県平塚市にある地名。
- 静岡県静岡市清水区にある地名。